# WI-38

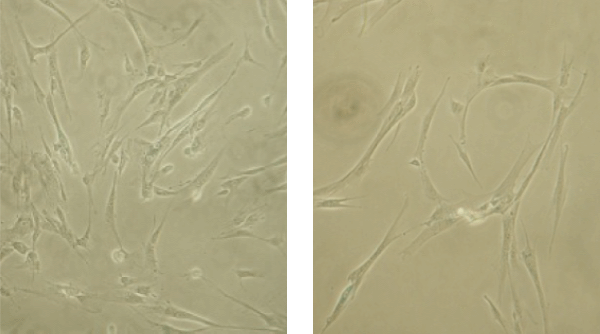
Wi-38

 Wi-38 — это диплоидная (2n) клеточная линия фибробластов человека, полученная из лёгочной ткани абортированного плода женского пола европеоидной расы.
Линия изолирована Леонардом Хейфликом и Полом Мурхедом в 1960-х годах. С тех пор линия нашла свое широкое применение в различных научных исследованиях. На линии Wi-38 были разработаны многие теории молекулярной биологии, осуществляется производство многих видов вакцин, поэтому говорят, что её использование обеспечило спасение жизней «миллионов людей».

## История
Появлению клеточной линии Wi-38 предшествовала работа по выращиванию клеточных культур Хейфликом и Мурхедом. Изучение подобных линий привело к пониманию,что клетки будут постепенно испытывать признаки старения, по мере своего деления, сначала замедляя, а затем прекращая деления в целом. Это открытие стало позже известно как «предел Хейфлика», который указал, что нормальные клетки человека могут пройти только ограниченное число делений, и позднее способствовал открытию биологической роли теломер. Однако, в течение этого периода исследования, команда также обнаружила, что если клетки правильно хранить в морозильной камере, они остаются жизнеспособными и могут предоставить огромное количество клеток в исследовательских целях. Исходя из этого, Хейфлик, дал другой линии фетальных стволовых клеток, чтобы попытаться сохранить и дублировать, используя этот метод. Эта клеточная линия и стала Wi-38.

## Применение
Wi-38 была очень важна для начинающих исследователей, особенно для  тех, кто изучал вирусологию и иммунологию, поскольку она является легко доступной линией клеток нормальных тканей человека, в отличие от линии HeLa, которая была представлена раковыми клетками. Ученые в лабораториях по всему миру воспользовались Wi-38 в своих открытиях, особенно в области разработки вакцин. Более миллиарда доз вакцины по всему миру, в том числе кори и краснухи, были созданы благодаря работе по Wi-38.
Линия Wi-38 используется для производства ряда вакцин, в том числе против аденовирусов, вирусов свинки, ветряной оспы и опоясывающего лишая.